# تشارلز روبنسون (سياسي)
تشارلز روبنسون (بالإنجليزية: Charles Robinson)‏ هو سياسي أمريكي، ولد في 1946. حزبياً، نشط في الحزب الديمقراطي.